# مارك جيجير
مارك جيجير (بالإنجليزية: Marc Geiger)‏ هو وكيل مواهب أمريكي، ولد في 11 أكتوبر 1962 في إنغلوود في الولايات المتحدة.